# 帽子戲法
帽子戲法这个词语的本意來自马戏团的杂技演员，因要同时耍弄三顶帽子，交叉、轮流、滚动式的戴在头上，后来常被用在体育比賽中，指在一場運動賽事中，連續三次建立功績，或完成次數為三的其他任務。例如在足球或冰球賽事中，一名球員獲得三次入球；或是在板球賽事中，一名投球手連續三次投中三柱門而將對方球員淘汰出局。

## 起源
「帽子戲法」一詞源於英國的板球運動。1858年，在英格蘭謝菲爾德海德公園球場舉行的一場全英11人隊與哈蘭姆隊的板球比賽裡，全英11人隊的投球手赫斯費爾德·哈門·史帝文生連續三次投中三柱門而淘汰對方三名球員，獲得一頂「帽子」的獎賞。1865年，路易斯·卡羅出版《愛麗絲夢遊仙境》，其中的第七章：瘋狂下午茶出現一位瘋帽匠，能以帽子變出各種把戲。1878年，「帽子戲法」（hat-trick）一詞正式出現在印刷文件上。後來「帽子戲法」被引用到足球中，其含意就是「在一場比賽中，一名球員射入三個入球」。

## 足球
帽子戲法在足球賽中是指一名足球員在一場賽事中進三球或以上，也可以用來指稱其他次數等於三的成就。如該球員能在一場賽事中完成帽子戲法，完場後該球員可以將該場賽事使用的皮球帶走並留作紀念。以下為世界足坛千奇百怪之帽子戏法：
- 十二碼帽子戲法：2004年6月3日，在2006年世界盃外圍賽南美洲賽區巴西對阿根廷賽事中，罗纳尔多三次突入禁區造成對方球員犯規，並三次亲自將自己製造的点球罰入。2024年2月10日，2023年亞足聯亞洲盃決賽上，也出现了类似情况，由阿克拉姆·阿菲夫打入三粒点球。
- 十二碼不进帽子戏法：1999年7月4日，在美洲杯，哥伦比亚對阿根廷一役中，阿根廷以0比3败北，此役阿根廷三获点球，前锋巴勒莫三次主罚，均没能罚进。屡失屡罚，「疯子」的外号名不虚传。连巴勒莫自己都说：「如果那三个点球全部罚进的话，我也就没有现在这么出名了。」
- 任意球帽子戏法：1998年12月13日，时任拉齐奥后卫的米哈伊洛维奇在一场意甲比赛拉齐奥5：2桑普多利亚中三次任意球破门，从此奠定一代任意球大师地位。
- 黃牌帽子戲法：2006年世界盃分組賽F組，克罗地亚和澳大利亚的比賽中，主裁判波爾在開賽第62分鐘及第90分鐘分別給了克羅地亞球員希穆尼奇一張黃牌，但是居然忘記將他罰下場。第94分鐘希穆尼奇再度犯規，波爾又出示一張黃牌時才想起來將他罰下場。球員在一場比賽中得了三張黃牌才被罰下場，這一場景恐怕會成為絕無僅有的一幕。
- 烏龍球帽子戲法：1995/1996賽季的一場比利時聯賽，艾克倫的範登拜伊斯（英语：Stan van den Buys）上演烏龍帽子戲法，讓安德列治3比2取勝，這一次帽子戲法也讓範登拜伊斯名聲大噪。2022年2月20日，新西蘭國家女子足球隊的梅凯拉·穆尔亦上演烏龍帽子戲法，而且還是「完美烏龍球帽子戲法」。
- 最快帽子戏法：2015年香港時間5月16日，在英超修咸頓與維拉的比賽中，「聖徒」前鋒萨迪奥·马内創造了一項新的聯賽紀錄，他在比賽13、14、16分鐘攻入3球完成帽子戲法，用時僅僅2分56秒，成為英超歷史上戴帽最快的球員。
- 完美帽子戲法：2015年5月3日，巴塞隆拿對陣科尔多瓦，蘇亞雷斯以左右腳及頭部三個足球員最常用射門部位射入3球，故被稱之為「完美」。2025年4月15日，多特蒙德对阵巴塞罗那，尽管总比分3-5出局，吉拉西也完成了完美帽子戲法。
- 進球距離最短帽子戲法：2011年3月6日利物浦對曼聯賽事中，德克·庫伊特以不到一碼、五碼、兩碼的距離打進三球，總進球距離不超過8碼，比進一球點球（12碼）的距離還少了4碼。
- 头球帽子戏法：2002年2月12日，皇家马德里以7:0擊敗拉斯帕尔马斯的比赛中，皇家马德里前锋莫伦特斯一人独中五元，其中有四个进球是头球。由于只要在一场比赛中进三个球就算作帽子戏法，而莫伦特斯在这场比赛中的头球达到并超过三个，因此他上演了头球帽子戏法。几个月后的2002年世界杯，德国队的前锋克洛泽复制了莫伦特斯的头球帽子戏法。在小组赛德国8:0沙特阿拉伯的比赛中，克洛泽攻入三球，并且三个球都是头球。
- 超级帽子戲法：球场上上演帽子戏法固然不易，若要在一场比赛中进三个以上的球是难上加难，而想在相当有影响力的比赛中上演大帽子更是难于上青天。米利托在西甲踢球時，於一場比賽中將球送進皇家馬德里的球門四次；在英超，索尔斯克亚两次独中四元，貝碧托夫與迪福伊更有著5球的紀錄；00年欧洲杯，克鲁伊维特对阵南斯拉夫时連中四元，俄罗斯人萨连科在1994年世界杯上一场比赛打入五球。欧冠中，范尼曾经先后四次破門，美斯在2012年歐聯十六強次回合對陣利華古遜的比賽中，獨進五球，刷新歐聯單場入球紀錄。2015年9月22日，在拜仁慕尼黑對陣狼堡的德甲比賽中，替補隊友蒂亞戈上場的萊萬多夫斯基於9分鐘之內連進五球，寫下德甲最快帽子戲法(以及進四球、進五球)紀錄。
- 足球先生帽子戏法：金球奖（歐洲足球先生）與國際足協世界足球先生是一般的球员毕其一生或許也无法获得的世界最頂級球員榮譽。九零年代後罗纳尔多和席丹分別贏得三次國際足協世界足球先生完成帽子戏法，再往前則有克鲁伊夫、普拉蒂尼、范巴斯腾的金球奖帽子戏法。
  - 梅西在2009年同時贏得了金球奖與國際足協世界足球先生，並在隔年兩者合併的国际足联金球奖的首屆（2010年）、次屆（2011年）、第三屆（2012年）與第六屆（2015年）連續奪得此項榮譽，完成神奇的跨世代足球先生超級帽子戲法。
  - C羅先是在2008年同時奪得金球奖與國際足協世界足球先生，之後於2013年（第四屆）與2014年（第五屆）再獲得国际足联金球奖的榮譽，以此完成了足球先生帽子戲法。2016年之後国际足联金球奖分拆回金球奖與國際足總最佳男子球員，C羅在2016年及2017年均同時贏得了這兩者獎項，成為第二位完成跨世代超級帽子戲法的足球先生。
- 咬人帽子戲法：球場上發生的事千奇百怪，而在比賽中咬對方球員或許是最匪夷所思的離譜舉動。技術出眾、球風卻飽受批評的烏拉圭球星蘇亞雷斯在英超聯賽中，先後曾於2010年10月與2013年4月在球場上張口狠咬敵隊球員，並因此曾被禁賽。2014年世界盃足球賽D組小組賽最後一輪烏拉圭對上意大利的比賽中，蘇亞雷斯故態復萌，咬傷義大利隊後衛基耶利尼的肩膀，卻在當下未被裁判判罰。雖然烏拉圭成功擊敗義大利挺進十六強，蘇亞雷斯仍可能面臨最高兩年的球監。蘇亞雷斯職業生涯中三度咬傷對手，也達成了極為罕見的「咬人帽子戲法」。
- 厄林·布朗特·哈蘭德在U-20世界盃對洪都拉斯時三度施展帽子戲法，最後以12－0大炒對手。
- 越位帽子戲法：2020年10月29日，尤文圖斯0:2負於巴塞隆拿的比赛中,尤文圖斯前锋莫拉塔持續發起進攻的客隊第14分鐘打破僵局後,尤文圖斯前鋒莫拉塔一分鐘後也打進一球，但因越位被判無效,第30分鐘，莫拉塔在禁區內再度破門，然而這粒進球也因越位被判無效,下半時第55分鐘，門前接隊友傳球推射破門的莫拉塔以為自己終於為主隊扳平比分，但VAR回放顯示越位在先，進球再度被判無效，莫拉塔無奈上演了罕見的“越位帽子戲法”。
- 姆巴佩在2022年國際足協世界盃中施展帽子戲法追和阿根廷，但法國最後仍在互射12碼環節以4：2落敗，獲得世界盃亞軍。

## 拓展活用
除了体育领域，“帽子戏法”的应用范围也能拓展至其他领域的灵活运用，人们用它来形容任何连续3次的卓越成功。
例如前英国首相撒切尔夫人，三度竞选连获成功，这史无前例的成就，美国《时代周刊》当时称之为“玛格丽特·撒切尔帽子戏法”。
由於習近平在2018年修憲取消中國國家主席兩屆任期限制，接下來在中共二十大後「三連」中共中央總書記，因此讓「帽子戲法」成了中國網路敏感詞，因為認為是在嘲諷習近平三次連任。